# Església de la Verge de la Pau
L'Església de la Verge de la Pau és un temple de culte catòlic situat a la plaça de Ferran Casablancas del barri de Sant Gervasi - la Bonanova de Barcelona.

## Història i descripció
El 1945, el bisbe Gregorio Modrego va fundar la parròquia de la Verge de la Pau, ubicada inicialment al monestir de Santa Maria Magdalena de monges agustines. El 1950, l'arquitecte Eugenio Pedro Cendoya va projectar un temple d'estil neoromànic en un solar de 40.000 pams quadrats entre els carrers d'Alacant, Torras i Pujalt i Carrencà (actualment Josep Balari), del que només es va fer la cripta, avui desapareguda.
El 1962, l'arquitecte Josep Miquel Serra i Dalmases va fer el projecte definitiu, format per dos cossos: el temple pròpiament dit i la capella del Santíssim amb el baptisteri. El 1993 es va inaugurar l'ampliació d'aquesta darrera, que es va convertir en l'església actual, segons el projecte del mateix arquitecte.
A l'interior destaquen els vitralls de Joan Vila i Grau i la imatge de la Mare de Déu de la Pau, de Martí Cabré i Josep Camps i Arnau.